# Ixodes radfordi
Ixodes radfordi este o specie de căpușe din genul Ixodes, familia Ixodidae, descrisă de Glen M. Kohls în anul 1948. Conform Catalogue of Life specia Ixodes radfordi nu are subspecii cunoscute.